# Balettdansare

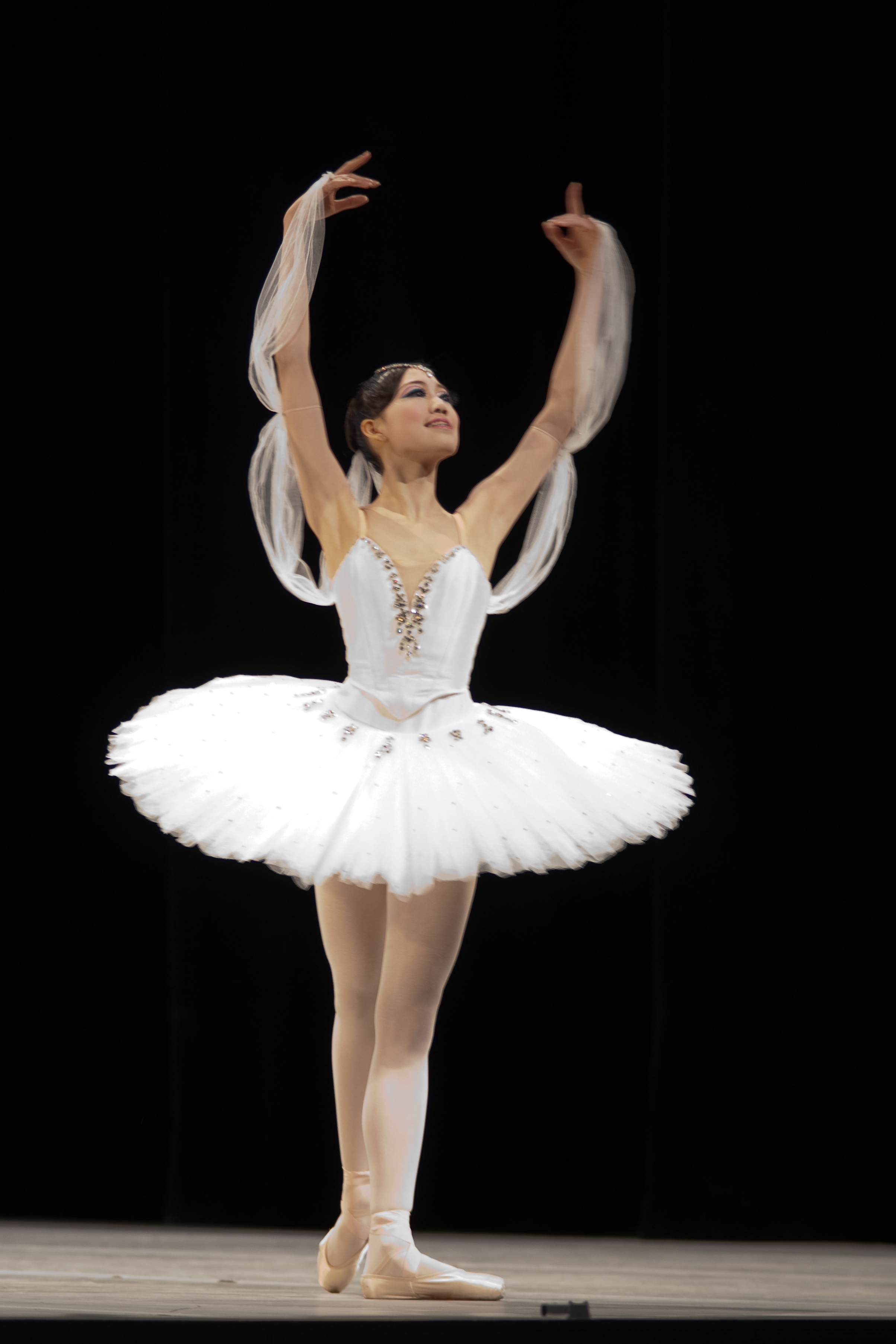
Klassisk ballerina.

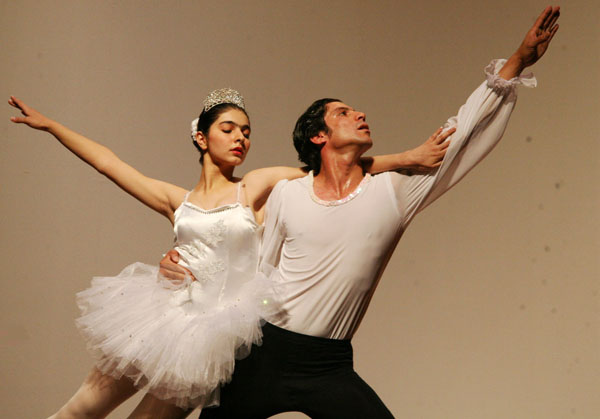
Irakiska balettdansare i Törnrosa 2008.

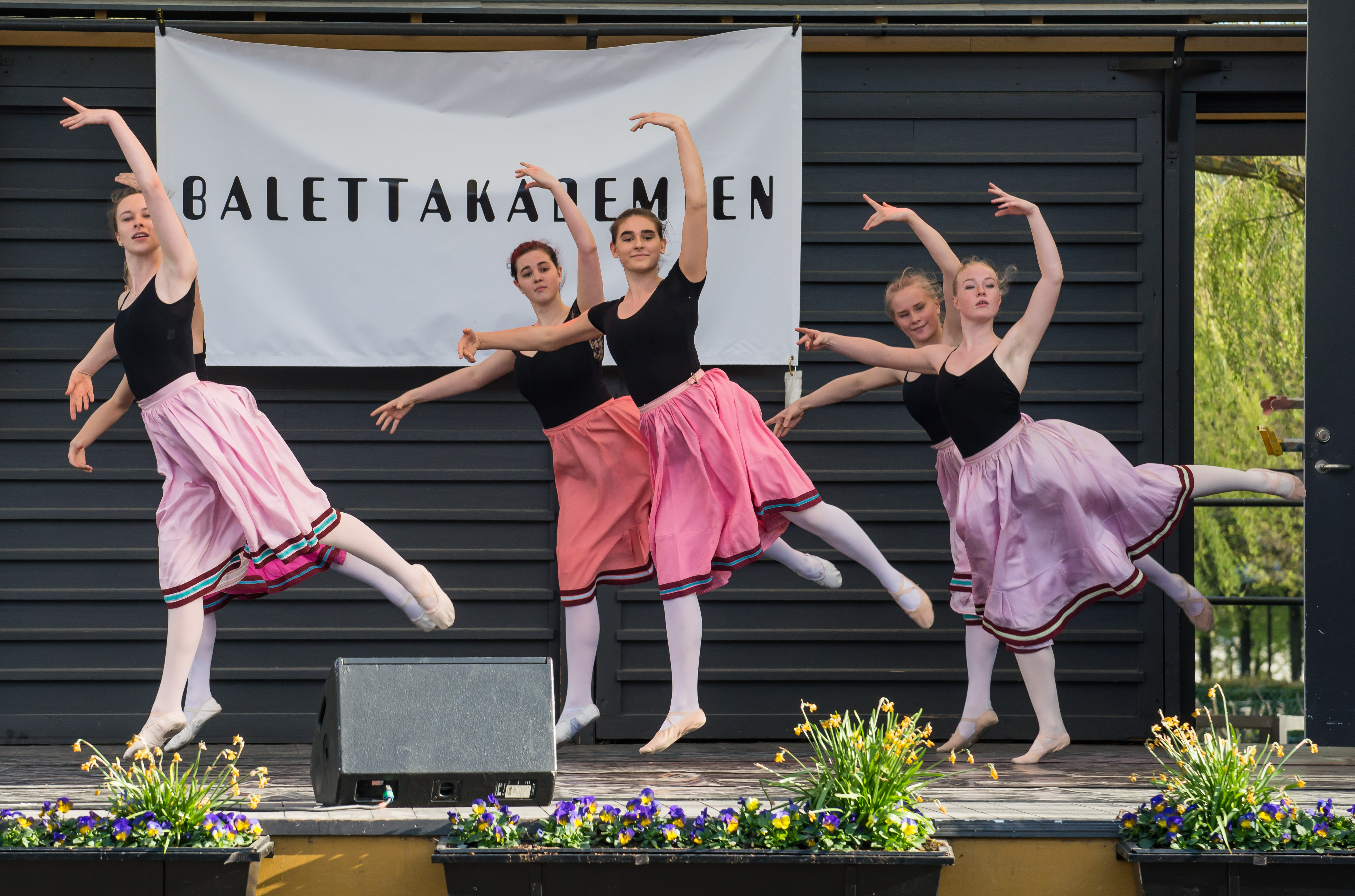
Elevföreställning från Balettakademien i Kungsträdgården 2015.

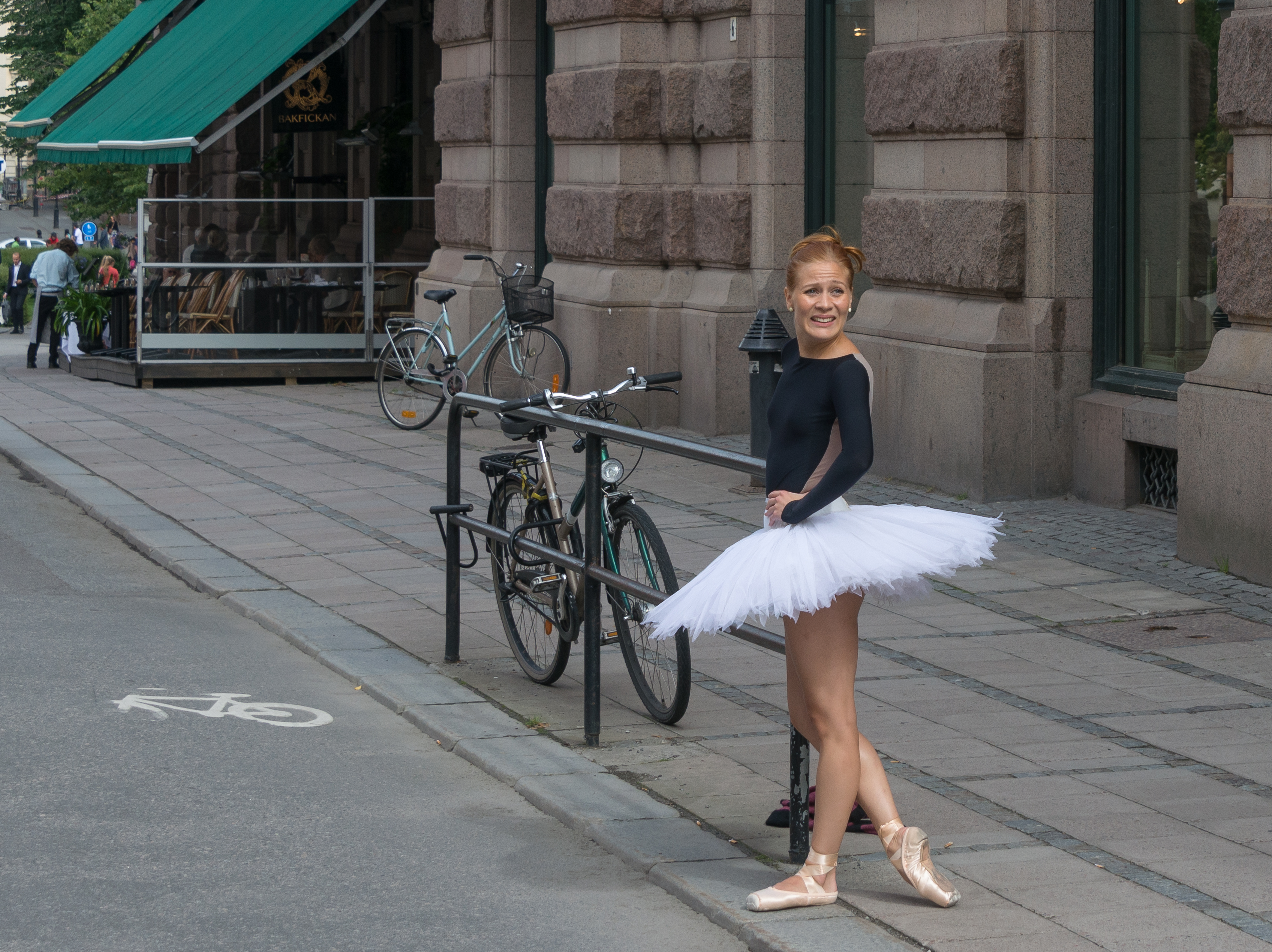
Balettdansös utanför Kungliga Operan i Stockholms city 2015.

Balettdansare är den könsneutrala termen för dansare i klassisk eller modern balett.
Orden ballerina eller balettdansös avser en klassiskt skolad kvinnlig dansare, medan ordet balettdansör avser en klassiskt skolad manlig dansare.

## Hierarki

### Sverige
I svenska balettkompanier finns fyra nivåer av dansare:
- premiärdansare
- första solister
- andra solister
- dansare

### Ryssland
I den ryska kungliga balettakademin, föregångaren till Mariinskijbaletten, användes följande rankingsystem för solodansöser:
- prima ballerina assoluta
- prima ballerina
- ballerina
- premiere danseuse
- soloist
- coryphée
- corps de ballet

Detta system är fortfarande i internationellt bruk.

### Frankrike
Vid Parisoperans balett finns fem nivåer av dansare:
- étoiles
- premières danseurs
- sujets
- coryphées
- quadrilles

## Kända ballerinor
- Anneli Alhanko
- Fanny Cerrito
- Birgit Cullberg
- Fanny Elssler
- Margot Fonteyn
- Lucile Grahn
- Carlotta Grisi
- Emma Livry
- Alicia Markova
- Maja Plisetskaja
- Olga Preobrazjenskaja
- Raisa Strutjkova
- Marie Taglioni
- Tamara Toumanova
- Galina Ulanova
- Svetlana Zakharova

## Kända balettdansörer
- Michail Barysjnikov
- Maurice Béjart
- Enrico Cecchetti
- Niklas Ek
- Michel Fokine
- Christian Johansson
- Jonas Kåge
- Léonide Massine
- John Neumeier
- Wacław Niżyński
- Rudolf Nurejev